# Ordine della Luna Crescente

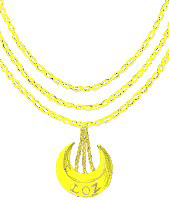
Collare dell'ordine.

L'Ordine equestre della Luna Crescente fu istituito nel 1268 dal Re Carlo I d'Angiò a Messina, esso decadde successivamente in seguito alla cacciata angioina; riformato dagli aragonesi  e perpetuato dagli Asbrugo, nel 1595, si giunse dalle ceneri del vecchio ordine alla fondazione, da parte di Giovanni Ventimiglia, marchese di Geraci, dell’Accademia dell’Ordine della Stella, sempre nella città di Messina dove quest'ultimo era anche Stratigoto e Capitano d'armi. Nel 1594 difese Messina dall'assalto dell'armata ottomana guidata da Sinan Pascià e Scipione Cicala. L'Ordine dei cavalieri della Stella, avvenne ufficialmente nel 1595, ma l'ordine è documentato almeno dal 1542. I cavalieri prendevano il nome di Stellati o Stelliferi, L’Ordine gestiva una Nobile Accademia d’arme e lettere, che forse celava anche conoscenze esoteriche andate perdute. Il motto degli Stelliferi era – forse – “Monstrant Regibus Astra Viam” (lo stesso dell’omonimo ordine francese) cioè “Mostrano ai Re le Stelle la Via”. Soltanto i rampolli della più scelta nobiltà messinese – o coloro che ne venivano investiti per meriti – nel numero fisso d’un centinaio potevano fare parte dell’Ordine della Stella, e ciascun cavaliere aveva diritto a un quartetto di scudieri, gli Armigeri. In ogni caso, onnipresente era il collare con la stella d’oro smaltata di bianco che pendeva al centro del petto.Mentre quella del primo e originario ordine della Luna Crescente era una mezzaluna con la scritta LOZ. Il significato di loz è "lode", parte di un rebus che si legge loz en croissant, "lode a chi avanza [nella virtù]". Il crescente era sospeso mediante tre catenelle al collare composto da tre catene d'oro. Unico tra tutti gli ordini cavallereschi, quello della Stella di Messina era guidato da un Principe (anziché da un Granmaestro) eletto annualmente, il quale in cerimonia era distinguibile per l’ampia tonaca (di color non precisato) che indossava con la grande stella decagona sul petto, affiancato da una coppia di Maestri, era capo delle forze armate messinesi e secondo solo al Viceré di Sicilia in caso di guerra del Regno.